# متلازمة الأميرة النائمة

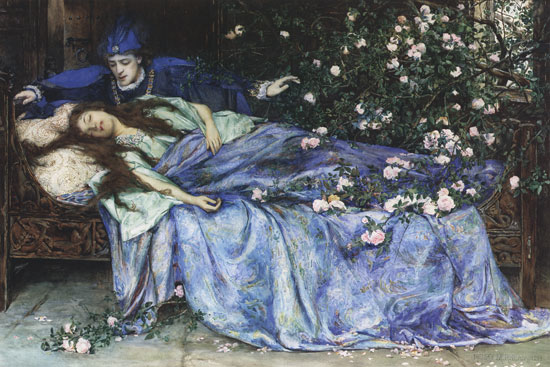

متلازمة الأميرة النائمة (المعروف أيضاً بـ سامنوفيليا) هو انتكاس نوعي حيث يميل الفرد جنسياً إلى الأشخاص الفاقدين للوعي. ذكر عالم الجنس جون موني أن هذه الحالة مرتبطة بشكل كبير على مر التاريخ بزنا المحارم وقد تتطور إلى جماع الأموات. صنف معجم علم النفس السامنوفيليا ضمن قائمة الانتكاس النوعي العنيف.

## العلاج
حاول الأطباء استخدام عدة أشكال من العلاج النفسي للسامنوفيليا، وأيضاً تمت الاستعانة بالأدوية المستخدمة للبيدوفيليا. ومع ذلك، ذكر عالم النفس ومحرر مجلة «الاعتداء الجنسي: مجلة للبحوث والعلاج» جيمس كانتور بأن هناك مطالبات عرضية لتلقي العلاج، ولكن لم تقدم أي واحدة أدلة دامغة وذات معنى على إمكانية تحويل شخص يعاني من شذوذ إلى شخص لا يعاني منه. أكثر ما يمكن قوله هو أنه شبيه بالتوجه الجنسي.